# Robert Redeker
Robert Redeker (født 27. maj 1954) er fransk forfatter, filosof og tidligere gymnasielærer i en mindre by i det sydlige Frankrig nær Toulouse.
Siden 2006 har han og hans familie levet under konstant politibeskyttelse, efter at han den 19. september 2006 offentliggjorde en artikel i den franske avis Le Figaro. Artiklen havde titlen "Hvordan skal den frie verden forholde sig til islamisternes trusler". Få dage efter var han på flugt fra rasende muslimer, hvoraf nogle planlagde af likvidere ham. Dette blev klart efter at det franske efterretningsvæsen opsnappede et kodet budskab med et indhold, der tydeligvis var en drejebog for et mord: 
Først svinets navn: Redeker, Robert. Og så for det andet: et foto, for at vi ikke skal glemme hans ansigt. For det tredje denne arrogante løgners adresse: (...) For det fjerde: Hvor arbejder han? Nær Toulouse i Saint-Orens-de-Gameville, han underviser i filosofi ved Pierre-Paul Riquet Gymnasium. (...) For det femte: Hvor ligger Escalquens? Ikke særlig langt fra Toulouse, ca. 15 kilometer sydøst for byen.
Det pågældende nummer af avisen Le Figaro blev endvidere forbudt i Egypten og Tunesien. Desuden blev en fatwa udstedt af den indflydelsesrige egyptiskfødte sheik Youssef Al Qaradawi på tv-stationen Al Jazeera. 
Den 3. oktober samme år offentliggjorde en række ledende franske intellektuelle en støtteerklæring til Robert Redeker i avisen Le Monde. Blandt dem var Elisabeth Badinter, Alain Finkielkraut, André Glucksmann og Bernard-Henri Lévy. De fleste officielle reaktioner var imidlertid præget af afstandtagen til Redeker og hans artikel, som af mange blev karakteriseret som "overdreven, vildledende og fornærmende". Ligeledes reagerede Redekers naboer og kolleger typisk ved af slå hånden af ham, og nogle mere end antydede at det hele var "hans egen skyld".

## Eksterne referencer
- Robert Redekers hjemmeside Arkiveret 15. august 2020 hos  Wayback Machine (fransk)
- "What should the free world do while facing Islamist intimidation?" (engelsk oversættelse af Redekers artikel)